# Фудбалски савез Мозамбика
Фудбалски савез Мозамбика је највише фудбалско тело у Мозамбику које води бригу о организовању и развоју фудбалског спорта на територији Мозамбика. Руководи националмим првенством, купом и националним селекцијом
Прва фудбалска организација постоји од 1923, а званично је основан 1976. У чланство Светске фудбалске федерације ФИФА примљен је 1980, а у КАФ Афричку фудбалску конфедерацију 1978.
Национална лига се игра од 1976. године. Најуспешнији клубови у из главног града Мапута:Коста до Сол, Феровиарио, Депортиво. КУП се такође игра од 1976, а највише трофеја има Коста до Сол (10).
Прва међународна утакмица одиграна је 12. децембра 1977. у Мозамбику са репрезентацијом Танзаније коју су изгубили са 2:1. Национални тим своје утакмице игра на стадиону Машава у Мапуту капацитета 60.000 гледалаца.
Боје националне селекције су црвена и црна..